# Associazione Sportiva Biellese 1950-1951
Questa voce raccoglie le informazioni riguardanti l'Associazione Sportiva Biellese nelle competizioni ufficiali della stagione 1950-1951.

## Rosa
| N. |                   | Ruolo | Calciatore        |
| -- | ----------------- | ----- | ----------------- |
|    | Italia (bandiera) | D     | L. Baradel        |
|    | Italia (bandiera) | A     | Mario Barera      |
|    | Italia (bandiera) | C     | G. Benedetto      |
|    | Italia (bandiera) | D     | D. Braghieri      |
|    | Italia (bandiera) | A     | Giovanni Costanzo |
|    | Italia (bandiera) | C     | G. Di Pasquale    |
|    | Italia (bandiera) | A     | G. Gariazzo       |
|    | Italia (bandiera) | A     | Bruno Gerzelli    |

| N. |                   | Ruolo | Calciatore     |
| -- | ----------------- | ----- | -------------- |
|    | Italia (bandiera) | P     | Vaifro Leni    |
|    | Italia (bandiera) | C     | V. Malagoli    |
|    | Italia (bandiera) | A     | Pallavicini    |
|    | Italia (bandiera) | A     | Carlo Piccioni |
|    | Italia (bandiera) | A     | M. Prelati     |
|    | Italia (bandiera) | C     | A. Trombello   |
|    | Italia (bandiera) | A     | V. Ubbiali     |
|    | Italia (bandiera) | A     | G. Vannucci    |